# Alpioniscus vejdovskyi
Alpioniscus vejdovskyi là một loài chân đều trong họ Trichoniscidae. Loài này được Frankenberger miêu tả khoa học năm 1939.